# Państwowy Monopol Zapałczany

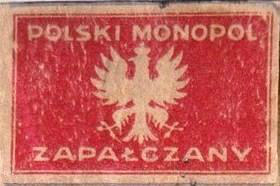
Polski Monopol Zapałczany, etykieta zapałczana sprzed II wojny światowej

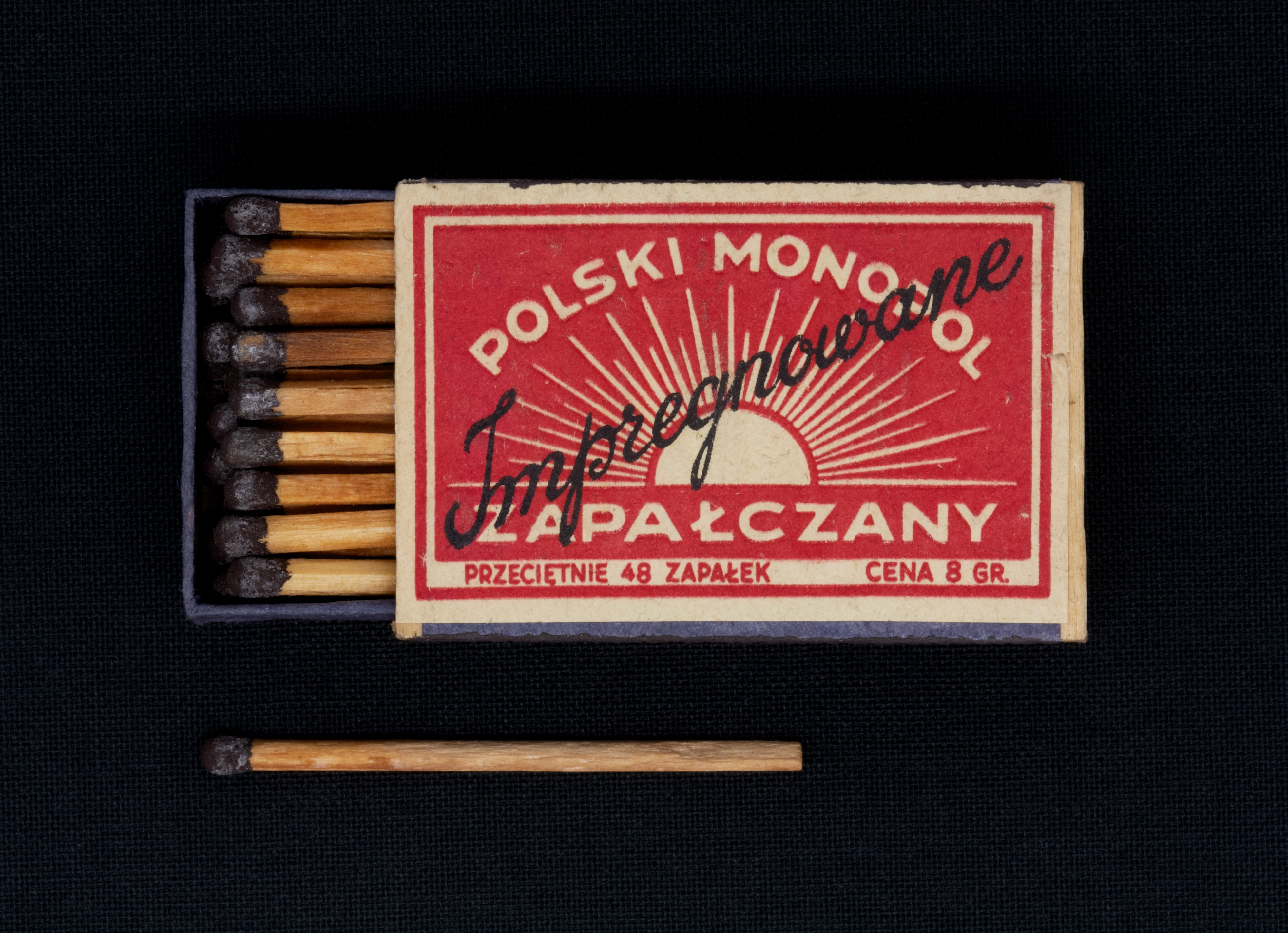
Pudełko zapałek

Państwowy Monopol Zapałczany (PMZ) – monopol skarbowy państwa w sferze produkcji i importu zapałek, ustanowiony w II Rzeczypospolitej ustawą z dnia 15 lipca 1925 r. o monopolu zapałczanym.
Monopol został wydzierżawiony Spółce Akcyjnej dla Eksploatacji Państwowego Monopolu Zapałczanego w Polsce, w której większość udziałów miał szwedzki przemysłowiec Ivar Kreuger.
W latach 1936–1939 jego dochody stanowiły ok. 0,4–0,5% całości wpływów skarbowych.